# Primo amore (film 1941)
Primo amore è un film del 1941 diretto da Carmine Gallone.

## Trama
Pietro Redi, un giovane che ha fatto fortuna in America come compositore di jazz con lo pseudonimo Peter Reed, decide di dedicarsi alla composizione di musica classica, molto più affine al suo grande talento rispetto alle canzonette, ma entra in una crisi creativa. Decide dunque di far ritorno nella sua terra natía, ad Amalfi, dove viene ben accolto dallo zio e dalle tre figlie di questo; la più giovane delle tre, Nerina, s'innamora, ricambiata, di Pietro, che rappresenta per lei il suo primo grande amore. Ma un giorno dall'America arriva Jane Blue, ex di Pietro nonché sua cantante-feticcio, che rinfaccia all'ingenua cugina di essere lei la fidanzata del musicista; questa, disperata, tenta di suicidarsi ma all'ultimo momento sviene, venendo rinvenuta sul ciglio di una rupe a picco sul mare durante una notte di tempesta. Mentre Jane si consola rapidamente con il suo impresario e se ne torna con lui negli Stati Uniti, Nerina, gravemente ammalata, viene portata in Abruzzo da Pietro assieme al padre ed alle sorelle, dove però le sue condizioni si aggravano ulteriormente. La giovane è ad un passo dalla morte e mentre i suoi parenti vanno in pellegrinaggio ad un santuario locale per invocare la grazia, Nerina, sentendo nella stanza accanto la canzone che Pietro sta componendo per lei, si alza dal letto, miracolosamente guarita.

## Colonna sonora
Le canzoni e la serenata inedita sono cantate da Giovanni Malipiero, Clelia Matania, Enzo Aita, Francesco Albanese e Vivi Gioi.

## Distribuzione
Il film venne distribuito nel circuito cinematografico italiano il 5 ottobre 1941.

## Accoglienza

### Critica
« Senza i motivi, i suoni e le tarantelle di cui questo film è cosparso come sono cosparsi di margherite i prati al primo tepore della primavera, cesserebbe per esso ogni ragione di esistere. Nessuno dei nostri registi è così fedele a se stesso come Carmine Gallone, questa costanza nel non derogare mai dai propri sistemi è commovente. Ed è anche sagace, perché i film di questo regista riescono a colpo sicuro, ad attrarre, incantare, intenerire larghissimi strati di spettatori...» Diego Calcagno in Film del 14 marzo 1942.